# Peter Dalhoff-Nielsen
Peter Dalhoff-Nielsen (født 9. november 1924 på Frederiksberg, død 30. januar 2008) var en dansk journalist, redaktør og forfatter.
Dalhoff-Nielsen, der var søn af russiske forældre, voksede op med russisk som modersmål, hvilket han også blev uddannet i som mag.art. i slavisk filologi fra Københavns Universitet i 1958. Fra 1962 til 1992 var han ansat ved DR, hvor han fungerede som korrespondent i Sovjetunionen og Østeuropa. Hans reportager blev bl.a. bragt i udenrigsmagasinet Horisont. Efter at han gik på pension, skrev han adskillige bøger om Østeuropa. Han var gift med Margrethe Høgsbro og fik børnene Anja Dalhoff & Jakob Dalhoff.